# Роберт Сесіл (юрист)
Едгар Олджернон Роберт Гескойн-Сесіл, 1-й віконт Сесіл-оф-Челвуд (англ. Robert Cecil; 14 вересня 1864, Лондон — 24 листопада 1958, Західний Сассекс) — британський юрист, парламентський, громадський і державний діяч, активний співробітник і ідеолог Ліги Націй, довголітній представник Великої Британії в Раді Ліги, лауреат Нобелівської премії миру 1937 року, врученої йому за заслуги перед Лігою Націй.

## Біографія
Народився в Лондоні, третій син лорда Роберта Гаскойн-Сесіла (в майбутньому — 3-го маркіза Солсбері і британського Прем'єр-міністра) і Джорджіни, дочки барона Олдерсона.

## Деякі факти
У Лізі Націй часто обстоював права національних меншостей у Польщі, в тому числі й українців, але підтримав, хоч з деякими застереженнями, резолюцію Ради 30 січня 1932 року, яка відкинула українську петицію в справі пацифікації.
Був присутній на останньому засіданні повоєнному Ліги Націй в 1946. Прихильник ідей миру та роззброєння. Автор автобіографії «Весь шлях» про свою роботу в Лізі і мир між двома світовими війнами. Почесний довічний президент Асоціації Об'єднаних Націй.